# Darija Pavlovičová
Darija Pavlovičová (* 19. listopadu 2001 Praha) je česká televizní a divadelní herečka a modelka.

## Životopis
Její rodiče pocházejí z Běloruska, Ruska a Litvy. Vystudovala herectví na Pražské konzervatoři. V roce 2018 získala cenu pro nejlepší herečku v rámci 48 Hour Film Project za roli Jany v krátkometrážním filmu Penta Z, o dva roky později získala cenu na Trinity Film Festival.
V roce 2020 ztvárnila hlavní roli princezny Hanky v televizní pohádce O léčivé vodě. O rok později se představila v menších rolích v seriálech Kukačky a Zločiny Velké Prahy. Též se objevila v pohádce Juraje Jakubiska Perinbaba a dva světy. Věnuje se i divadelnímu herectví, hrála například v inscenacích Jeskyně slov a Sibiřská výchova v pražském Divadle X10.
V roce 2023 se po boku Dominika Vodičky zúčastnila dvanácté řady taneční soutěže StarDance …když hvězdy tančí, kterou vyhráli.
V lednu 2024 byla českým vydáním časopisu Forbes zařazena do výběru talentovaných mladých Čechů a Češek „Forbes 30 pod 30“. V březnu 2024 měl premiéru seriál To se vysvětlí, soudruzi, ve kterém hraje dceru hlavního hrdiny s nadpřirozenými schopnostmi.

## Osobní život
V rozhovoru pro magazín Mladé fronty DNES uvedla, že se herečkou toužila stát už od dětství, kdy začala navštěvovat dramatický kroužek a často také jezdila na letní herecké tábory.
Umí anglicky, rusky, čtyři roky se na gymnáziu učila francouzsky a v magazínu Mf DNES také uvedla, že se chystá pokračovat ve studiu norštiny. Ráda cestuje a nejvíce si zamilovala právě Norsko, kam se samostatně vypravila v roce 2021. Má silný vztah k přírodě obecně a pronajímá si také koně pojmenovaného Impozant.

## Filmografie
Kompletní filmografie podle filmových databází ČSFD a IMDb.
| Rok  | Název                     | Role                           | Poznámky            |
| ---- | ------------------------- | ------------------------------ | ------------------- |
| 2019 | Linka                     |                                | seriál              |
| 2020 | O léčivé vodě             | princezna Hanka                | televizní film      |
| 2020 | Bludy                     | dívka                          | krátkometrážní film |
| 2021 | Kukačky                   | Bára                           | seriál              |
| 2021 | Zločiny Velké Prahy       | Julie, dcera inspektora Budíka | seriál              |
| 2021 | Anatomie života           | Veronika                       | seriál              |
| 2021 | K čemu jsou barvy         |                                | krátkometrážní film |
| 2022 | 1. mise                   | Pavla Klocová                  | seriál              |
| 2022 | Dobré zprávy              | Františka (Fany) Peřinová      | seriál              |
| 2022 | Vánoční příběh            | Šárka                          |                     |
| 2023 | Kukačky                   | Bára                           | seriál              |
| 2023 | O malých věcech           |                                |                     |
| 2023 | Perinbaba a dva světy     |                                |                     |
| 2024 | To se vysvětlí, soudruzi! | Eva Zajícová                   | seriál              |

## Divadelní role
- 2017 – Nicolai Lilin, Ondřej Novotný, Lucie Ferenzová: Sibiřská výchova, účinkující (v alternaci s Terezou Švejdovou), Divadlo X10, režie Lucie Ferenzová
- 2019 – David Gieselmann: O klucích aneb Jsem kuchta!, účinkující, Divadlo U22, režie Roman Urbanec
- 2020 – kolektiv autorů: Jeskyně slov, účinkující, Divadlo X10, režie Štěpán Gajdoš[13]
- 2021 – Philipp Löhle: Přes čáru, Luisa, Divadlo Rokoko, režie Tomáš Loužný[14]